# Gazella leptoceros
La gazzella bianca (Gazella leptoceros F. Cuvier, 1842), nota anche con il nome arabo di rhim, è una gazzella di taglia medio-piccola, dalle corna sottili, splendidamente adattata a vivere nel deserto del Sahara. In natura ne rimangono meno di 2500 esemplari.

## Tassonomia
Attualmente se ne riconoscono due sottospecie:
- G. l. leptoceros F. Cuvier, 1842 (Niger, Mali, Ciad, Libia, Egitto e Sudan);
- G. l. loderi Thomas, 1894 (Tunisia e Algeria).

## Descrizione

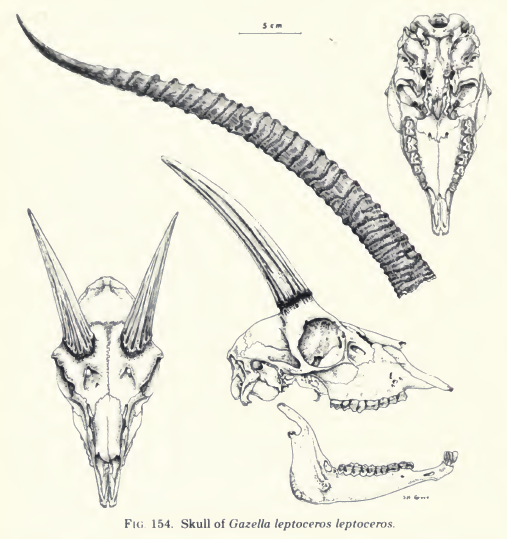
Cranio.

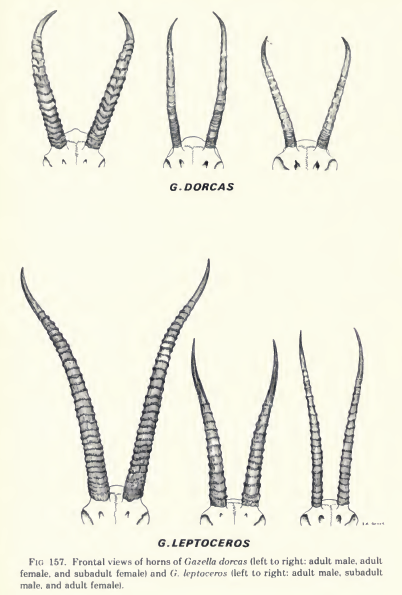
Corna di gazzella bianca (sotto) e di gazzella dorcade (sopra).

La gazzella bianca misura 100–110 cm di lunghezza, 65–72 cm di altezza al garrese e pesa 20–30 kg. Le corna, lunghe 20–41 cm e a sezione ovale, sono sottili e allungate, con 20-25 anelli; nel maschio si incurvano solo leggermente all'indietro e all'esterno con punte diritte e verticali, nella femmina sono lineari e quasi parallele. Ha orecchie molto lunghe, strette e aguzze; il pelo è corto, di tonalità assai chiare e il colore varia dall'isabella pallido al bianco-giallastro; anche la maschera facciale è molto sbiadita con fronte appena un po' rossastra e linee, dagli occhi al muso, bruno chiaro; a volte i maschi hanno una macchia leggermente più scura sopra il naso. 
Due linee frontali, dalle corna agli occhi fino al naso, la parte inferiore del collo, il ventre, la parte interna degli arti e le natiche sono bianchi. La banda sui fianchi e il contorno delle natiche sono poco visibili o solo un po' più scuri. La coda, come in tutte le gazzelle di dimensioni medie e piccole, è dello stesso colore del dorso, ricoperta nei 2/3 terminali con abbondante frangia di peli nerastri diretti all'indietro. I ciuffi scuri delle ghiandole metacarpali sono poco evidenti; gli zoccoli sono molto lunghi e sottili con zoccoletti laterali larghi.

## Distribuzione e habitat
La gazzella bianca vive in Algeria, Tunisia meridionale, Libia, Egitto nord-occidentale, Niger (Massiccio dell'Aïr) e Ciad settentrionale; forse è diffusa anche in Mali e Sudan, ma mancano prove per confermare questa ipotesi; non è mai stata presente in Mauritania. Vive in zone desertiche sabbiose e tra le dune (erg) con sparsa vegetazione.

## Biologia
Pascola solo al mattino presto, al tramonto e alla sera, e si nutre di erbe e foglie di cespugli; ricava l'acqua dal cibo e dalla rugiada. Vive in piccoli gruppi (harem) con un maschio e alcune femmine coi giovani. La gestazione dura 156-169 giorni; l'unico piccolo nasce, secondo le zone, da febbraio a giugno o in ottobre. Forse compie migrazioni stagionali.

## Conservazione
Minacciata fin dall'inizio degli anni '70, la popolazione della gazzella bianca è in netto declino. Braccata prima dai beduini a cavallo, poi da cacciatori motorizzati, questa gazzella viene tuttora cacciata per semplice divertimento, per la carne e per le corna, vendute come ornamento nei mercati nordafricani.
Per sensibilizzare la popolazione alla drammatica situazione di questa specie, il 1º febbraio 1987 la Compagnia libica delle Poste Generali e delle Telecomunicazioni (GPTC), in cooperazione con il World Wide Fund for Nature (WWF), emise una serie di quattro francobolli raffiguranti la sua immagine.